# Pringleophaga
Pringleophaga is een geslacht van vlinders van de familie echte motten (Tineidae), uit de onderfamilie Tineinae.

## Soorten
- P. crozetensis Enderlein, 1905
- P. kerguelensis Enderlein, 1905
- P. marioni Viette
- P. tetraula (Meyrick, 1926)